# 卡洛斯·瑪莉亞·羅培茲
卡洛斯·瑪莉亞·羅培茲（西班牙語：Carlos María López López；1969年8月28日—）又譯作羅培斯，是巴拉圭的政治人物，真正激進自由黨黨員，曾任巴拉圭眾議院議長。

## 生平
卡洛斯·瑪莉亞·羅培茲於1969年出生於巴拉圭科迪勒拉省皮里韋維，於阿根廷的國立東北大學獲牙醫學位。回國後他在科迪勒拉省衛生部門任職，2013年當選該省省長。2018年羅培茲成為巴拉圭眾議院議員，2022年當選為眾議院議長。